# Amr ibn al-Layth
Amr ibn al-Layth (àrab: عمرو بن الليث, ʿAmr b. al-Layṯ) fou un general persa, germà i successor de Yaqub ibn al-Layth fundador de la dinastia safàrida del Sistan. De jove va exercir els oficis de portador de mules i paleta; més tard va lluitar amb els seus germans, sota la direcció del gran Yaqub.
Els quatre germans Ibn al-Layth es van unir a les bandes d'ayyars sorgides per combatre els combatents kharigites. Mentre Yaqub ibn al-Layth va construir la seva base de poder a Afganistan i Pèrsia oriental. Per encàrrec d'aquest Amr va conquerir Herat el 867 i el 873 la capital tahírida (Nixapur). Aquestes lluites les van fer com a nominalment sotmesos al califa, i el 875 fou nomenat governador d'Herat.
Yaqub s'havia apoderat de Kirman i Fars i va marxar cap a l'Iraq, però fou derrotat a Dayr al-Akul i mort poc després (juny del 879) Amr fou elevat per l'exèrcit com a successor. El seu germà Alí ibn al-Layth es va revoltar reclamant participar en el poder però fou derrotat. Amr llavors va oferir la seva submissió al califa que li va acceptar i li va retornar les províncies que abans havien governat els tahírides a Pèrsia oriental (Khorasan, Sistan i Kirman), i el Sind, a les que va afegir Fars i Esfahan i la direcció de la shurfa a Bagdad i Samarra (octubre del 879). La Tārīḵ-e Sīstān diu que també se li va donar el govern de Gurgan i Tabaristan però a canvi d'un tribut d'un milió de dírhams a l'any. Amr va aconseguir imposar al seu protegit Ubayd Allah ibn Abd Abd Allah ibn Tahir com a cap de policia (sahib al-surta) de Bagdad, però contra l'opinió dels seus parents.
El 881/882 va poder ocupar el Fars però al Khorasan havia assolit el poder Ahmad ibn Abd Allah al-Khudjistani i després de mort assassinat per un dels seus guàrdies el 882 el poder va passar a mans de Rafi ibn Hàrthama, antic general tahírida i després cap del moviment fatimita al Khorasan (que tenia per califa a Muhammab ibn Ziyad) que el 883 va fer aliança amb els samànides de Transoxiana. Del 882/883 hi ha monedes safàrides emeses a Esfahan que indiquen que aquesta ciutat ja estava a les seves mans. Les lluites al Khorasan van esdevenir complexes i un general turc esclau Abu Talha Mansur s'hi va afegir i les aliances es van fer i desfer diverses vegades, algunes amb suport del deposat Muhammad ibn Tahir o el Califa.
Després del final de la revolta Zandj el 883 el califat ara podia recuperar el terreny perdut. El regent Muwaffik va declarar a Amr fora de la llei el 885; Amr fou derrotat (886) per les forces del califa dirigides per Ahmad ibn Abd al-Aziz ibn Abi Dulaf, quan avançava cap a Bagdad, i va haver d'abandonar Fars; llavors fou destituït dels seus governs cosa que fou poc efectiva, ja que va seguir conservant Kirman, Sistan i Khorasan.
El 885, 886 i 887 els safàrides van atacar Khorasan i van entrar finalment a Nixapur. Rafi ibn Hàrthama i Muhàmmad ibn Ziyad foren derrotats (el darrer en el seu intent de conquesta de Rayy, que pertanyia al califa abbàssida, el 896) i l'emir safàrida va enviar al califa diversos regals, segellant així la reconciliació amb el califat; els governs de Khorasan, Kirman, Sistan i Fars li foren retornats a canvi d'un tribut de deu milions de dírhams. Rafi es va recuperar en els tres anys següents i el 889 va enviar un exèrcit que va ocupar Gurgan i després va anar a Tabaristan (890) i va ocupar Qazwin i Rayy. El 890 Amr va trencar altre cop amb el califat i fou privat novament dels seus governs cosa només parcial i temporalment efectiva al Fars.
El 892 o 893 el nou califa Al-Mu'tadid (892-902) es va reconciliar amb Amr i li va concedir el govern del Sistan (que mai havia perdut) i del Khorasan. El 893 Amr va començar a atacar el Khorasan però no va entrar a Nixapur fins al 896; Rafi ibn Hàrthama va fugir cap al Tabaristan governat pels zaidites. El califa va concedir a Amr el govern de Rayy i nord de Pèrsia i es creu que en aquest moment també s'havien imposat a Oman. Amr va voler estendre el seu poder a Coràsmia el que implicava la guerra contra els samànides.
El 898, a petició pròpia, el califa li va concedir la tawliya de Transoxiana o Mawara al-Nahr, on l'emir samànida Ismaïl I ibn Àhmad (892-907) estava en rebel·lió contra el califa, però quan va intentar exercir els seus drets, el samànida Ismail el va derrotar la batalla de Balkh a la riba de l'Oxus en 900 i el va fer presoner sent enviat al califa abbàssida, que tot i que nominalment era el seu delegat a la zona, no estava descontent de veure al safàrida humiliat. Després d'estar presoner un any fou executat el 20 d'abril del 902. Els samànides van ocupar Khorasan i es van estendre cap a Tabaristan (dels zaidites), Gilan i Daylam (dominades pels djustànides), regions que van saquejar durant dos anys, en els quals van arribar a ocupar Qazwin i Rayy (dominis djustànides).